# Johann Kanold
Johann Kanold (* 15. Dezember 1679 in Breslau; † 15. November 1729 daselbst) war ein deutscher Mediziner.
Johann Kanold studierte Medizin in Halle und wurde 1704 promoviert. Danach praktizierte er als Arzt in Breslau. Die 1708/09 in Ostpreußen und 1720 bis 1722 in Südfrankreich ausgebrochenen Pestepidemien veranlassten Kanold dazu, sich von örtlich ansässigen Medizinern Schilderungen des Krankheitsverlaufes schicken zu lassen, um diese dann zu publizieren und zu kommentieren. Damit leistete er einen wichtigen Beitrag für die Epidemiographie seiner Zeit. Im Jahr 1719 wurde er zum Mitglied der Leopoldina gewählt.
Kanold gründete die Zeitschrift „Sammlung von Natur- und Medicin-, wie auch dazugehörigen Kunst- und Litteraturgeschichten etc“.

## Schriften
- Einiger Medicorum Sendschreiben von der Pest in Preußen 1708, in Danzig 1709 .. grassireten Pest etc. 1711
- Einiger Marsilianischen Medicorum Sendschreiben von der Pest in Marsilien etc. 1721